# Clydonium gallicola
Clydonium gallicola là một loài tò vò trong họ Ichneumonidae.